# 2037年7月27日月食
2037年7月27日月食为一次將在协调世界时2037年7月27日出現的月偏食。該次月食半影食分為1.884、全影食分為0.814。偏食維持了97分。

## 概述
這次月食的食分是20.46，偏食維持了97分。

## 基本參數
- 類型：月偏食
- 食甚資料：
  - 日期：2037年7月27日
  - 時間：4:08
  - 月球位置：赤經20.46度、赤緯-19.6度
  - 食分：半影食分：1.884、全影食分：0.814
  - 持續時間：偏食97分

## 外部連結
- NASA月食專頁（页面存档备份，存于）（英文）